# Whizz Kid
Whizz Kid es el primer álbum de estudio del cantautor estadounidense David Werner. Fue publicado en febrero de 1974 a través de RCA Records.

## Recepción de la crítica
Un escritor no especificado de la revista Cash Box escribió: “[Whizz Kid] nunca disminuye en intensidad, aunque Werner tiene la capacidad de entrar y salir de varios estados de ánimo musicales sin perder contundencia”. Un escritor no especificado de la revista Billboard escribió: “Impulsada por una producción nítida (a través de Werner y Bruce Somerfeld), la banda explora riffs dignos de  The Spiders o Mott mientras Werner presenta su voz feérica y dura”.
En una reseña en retrospectiva para AllMusic, Ralph Heibutzki escribió: “La musicalidad no es llamativa, pero es de primer nivel en todo momento (especialmente Doyle y Kendrick, quienes llevan la mayor parte de la carga)”. Él también indicó que “puede que el público no supiera cómo leerlo, pero David Werner era un artista distintivo, lo que puede haber jugado en su contra. Su estilo es definitivamente un gusto adquirido, pero nunca lo olvidarás una vez que lo escuches”.

## Rendimiento comercial
La revista Billboard informó en la semana que finalizó el 23 de marzo de 1974 que Whizz Kid fue una selección de acción en radio FM con emisión en KTMS-FM, una de las principales estaciones progresivas del país. La semana siguiente fue una selección de acción en radio FM en otra estación líder, WGLF-FM.

## Lista de canciones
Todas las canciones escritas y compuestas por David Werner.
Lado uno
1. «One More Wild Guitar» – 3:29
2. «Whizz Kid» – 3:34
3. «The Lady in Waiting» – 3:36
4. «The Ballad of Trixie Silver» – 5:56
5. «It's a Little Bit Sad» – 2:50

Lado dos
1. «Love Is Tragic» – 4:36
2. «Plan 9» – 1;07
3. «Counting the Ways» – 4:53
4. «The Death of Me Yet» – 3:37
5. «A Sleepless Night» – 4:40

## Créditos y personal
Créditos adaptados desde las notas de álbum de Whizz Kid.
Músicos
- David Werner – voces, guitarra acústica
- Mark Doyle – guitarra, piano, guitarra líder (2, 3, 6, 8)
- Max Kendrick – guitarra, guitarra líder (1, 4, 9)
- Gary Link – bajo eléctrico
- Tom Glaister – batería

Músicos adicionales
- Joe Farrell – saxofón barítono
- Linda November – coros
- Maeretha Stewart – coros
- Tasha Thomas – coros

Personal técnico
- Bruce Somerfeld – productor
- David Werner – productor
- Mike Moran – ingeniero de audio, mezclas
- Gus Mossler – ingeniero de audio, mezclas
- Joaquin J. Lopés – grabador de sonido, mezclas
- Robert S. Costa – diseño de portada, fotografía
- Acy R. Lehman – director artístico

## Posicionamiento
| Gráfica (1974)                                         | Pico de posición |
| ------------------------------------------------------ | ---------------- |
| Estados Unidos (Billboard Bubbling Under the Top LP's) | 207              |
| Estados Unidos (Cash Box Top 100 Albums Cont'd)        | 157              |